# DIS3L2
DIS3L2‏ (DIS3 like 3'-5' exoribonuclease 2) هوَ بروتين يُشَفر بواسطة جين DIS3L2 في الإنسان.